# Siniša Stevanović
Siniša Stevanović, cyr. Cинишa Cтeвaнoвић (ur. 12 stycznia 1989 w Belgradzie) – serbski piłkarz występujący na pozycji obrońcy. Obecnie występuje w Partizanie Belgrad. Od stycznia 2010 przebywa na wypożyczeniu w Spartaku Subotica.